# Lophoptera hyalophaea
Lophoptera hyalophaea är en fjärilsart som beskrevs av Joannis 1928. Lophoptera hyalophaea ingår i släktet Lophoptera och familjen nattflyn. Inga underarter finns listade i Catalogue of Life.